# Mühlenbarbeker Au
Die Mühlenbarbeker Au ist ein rechter Nebenfluss der Stör im Kreis Steinburg.
Die Mühlenbarbeker Au hat eine Länge von 11 km und entspringt südwestlich von Hennstedt. Von dort fließt sie durch den Schierenwald in südsüdwestliche Richtung nach Lockstedt und durchfließt den Mühlenteich des Gutes Springhoe. Ab der Gemeinde Mühlenbarbek, in welcher auch der Oehlenteichgraben und der Hellbek in sie einmünden, ist die Mühlenbarbeker Au bedeicht. In die Stör mündet sie über ein „Auschleuse“ genanntes Siel. Ihr Einzugsgebiet umfasst ca. 4.767 Hektar.
Bei der Mühlenbarbeker Au handelt es sich vermutlich um denselben Bach, der urkundlich erstmals im 13. Jahrhundert unter dem Namen „Berbeke“ und später dann als „Barbek“ erwähnt wird und nach welchem Mühlenbarbek und Lohbarbek benannt sind.
In Mühlenbarbek stehen mehrere Straßennamen im Zusammenhang mit der Mühlenbarbeker Au, so etwa „Möhlenau“ (Mühlenau), „An der Au“ oder „Becksweg“ (Bachsweg).